# Sören Prévost
Pour les articles homonymes, voir Prévost.
Sören Prévost, né le 6 septembre 1969 à Neuilly-sur-Seine (Hauts-de-Seine), est un animateur de télévision, acteur et humoriste français. Il est le fils de Daniel Prévost. Son prénom « Sören » (en danois «Søren») lui vient de sa mère, Jette Bertelsen (Yette), qui était danoise.

## Biographie
Sören Prévost est acteur, mais également réalisateur et auteur de séries. Il a mis en scène le spectacle de son père, Daniel Prévost. Il accède à une notoriété grand public lors de son interprétation du numéro 218 dans les publicités pour 118 218.
Entre 1998 et 2001, Sören Prévost participe à La Grosse Émission sur Comédie !, animée entre autres par Kad et Olivier ou Alain Chabat, ainsi que par son père, Daniel. C'est à cette époque qu'il écrit et interprète son spectacle Naissance d'une mythe, où le spectateur suit l'heure précédant le retour dans l'arène d'un ancien torero, Astrid Manolo Labrèle.
En 2002, il dirige, écrit et joue le rôle de Cyril dans la série La France d'en face.
En 2005, il participe à l'émission Totale Impro, présentée par Benjamin Castaldi. En 2008, Sören Prévost et Arnaud Gidoin sortent un DVD de sketchs, 2 Schuss, avec la participation de plusieurs comédiens (Vincent Desagnat, Bruno Solo) dont certains rencontrés sur Comédie ! (comme Philippe Lelièvre). En mai 2008, il présente en compagnie d'Arnaud Gidoin le World Uno Tour sur la chaîne Comédie !, une parodie de poker où des comédiens comme Philippe Lelièvre, Thierry Frémont, Arthur Jugnot, Vincent Desagnat, Pascal Légitimus, Sophia Aram s'affrontent dans un tournoi d'Uno.
En 2010, il interprète Simon Lopez dans les épisodes 1 et 3 de la saison 2 de la web-série Le Visiteur du futur.
Avec Philippe Lelièvre, il crée le programme court Dr CAC en 2011 sur France 5.
En août 2012, il devient chroniqueur dans l'émission Faites entrer l'invité sur Europe 1 présenté par Michel Drucker. En 2013, il décroche le rôle du professeur d'EPS Olivier Fernandez dans la série Pep's de TF1.
Depuis mars 2017 il est un des invités récurrents de l'émission Tout le monde a son mot à dire présentée par Olivier Minne et Sidonie Bonnec sur France 2.

## Filmographie

### Cinéma
- 1999 :  Mon père, ma mère, mes frères et mes sœurs… de Charlotte de Turckheim : Franck
- 2001 : Jeu de cons de Jean-Michel Verner
- 2002 : Le Zéro, court-métrage de Georges Sebag avec Jango Edwards, Daniel Prévost, Philippe Khorsand
- https://www.youtube.com/watch?v=TXLFKX2ijR4
- 2009 : Envoyés très spéciaux de Frédéric Auburtin : l'employé du change
- 2010 : Les Petits Ruisseaux  de Pascal Rabaté : Bruno
- 2016 : L'Outsider de Christophe Barratier : Froger
- 2017 : Le Redoutable de Michel Hazanavicius : un manifestant
- 2025 : 100 Millions ! de Nath Dumont : le banquier

### Télévision
- 1998 : Une femme d'honneur (Balles perdues)
- 2002 : Caméra café, Série télévisée dans laquelle il apparaît par trois fois dans les rôles de Daniel Bartoufi, le coursier et le stagiaire de la com'.
- 2003 : La France d'en face : Cyril
- 2004 : Commissaire Moulin (saison 7 - épisode Bandit d'honneur) : Franck Dujardin
- 2004 : Central Nuit (saison 3 - épisode Violences illégitimes) : Darquil
- 2004-2005 : Demain le monde
- 2008 : Répercussions de Caroline Huppert : Simon Boivin
- 2008 : A.D. La guerre de l'ombre de Laurence Katrian : Jean-Marc Rouillan'
- 2009 : Blanche Maupas de Patrick Jamain : Vétard
- 2009 : Diane, femme flic (1 épisode)
- 2011 : Empreintes criminelles (série télévisée) de Christian Bonnet : Gilardi
- 2013 : Une bonne leçon de Bruno Garcia : François
- 2013-2015 : Pep's : Olivier Fernandez
- 2015 : Presque parfaites (mini-série) de Gabriel Julien-Laferrière
- 2016 : Chérif
- 2016 : Camping Paradis : David l'écrivain (épisode Mystère au camping)
- 2016 : Dead Landes de François Descraques et François Uzan : Clovis
- 2017 : Glacé de Laurent Herbiet : Vincent Espérandieu
- 2017 : Alice Nevers (saison 15)
- 2018 - 2021 : Nina (saisons 4 et 6) : Charrier
- 2018 : Profilage (saison 9, épisode 3) : Hervé Nogace
- Depuis 2019 : Cassandre : Procureur Étienne Chappaz
- 2023 : Mort d’un berger de Christian Bonnet : Jean-Guillaume Fuchs
- 2023 : Simon Coleman (épisode Le Saut de l'ange) : Nicolas Lemahieux
- 2024 : Monsieur Parizot de Nicolas Copin
- 2025 : Face à Face (saison 3, épisode 1) À petit fet : procureur Vincent Morin

### Web-série
- 2010 : Le Visiteur du futur de François Descraques (Saison 2) : Simon Lopez

## Théâtre
- 2013 : Pouic-Pouic de Jacques Vilfrid et Jean Girault, mise en scène Lionnel Astier, tournée
- 2014 : Trois hommes dans un bateau, sans parler du chien..., de et mise en scène Erling Prévost, Théâtre d'Edgar
- 2017 : Folle Amanda, de Barillet et Grédy, mise en scène De MP Osterrieth, Théâtre Antoine
- 2021 : La Maternelle d'Arnaud Gidoin, mise en scène Anne Bouvier, tournée
- 2024 : Vive le vent de Philippe Lelièvre, mise en scène de l'auteur, théâtre de la Tour Eiffel

## Émission de télévision
- Depuis 2017 : Tout le monde a son mot à dire
- 2008 et 2024 : Fort Boyard : candidat